# Shin-Ei Animation
Shin-Ei Animation (シンエイ動画株式会社,?, Shīn'eī Dōga Kabushiki-gaisha) è uno studio di animazione giapponese fondato il 9 settembre 1976 come successore dello studio A Production. Ha sede a Nishi-Tokyo (Tokyo).

## Storia
Lo studio nacque con il nome di "A Production" nel dicembre 1965 ad opera di Daikichirō Kusube, animatore veterano della Toei Animation stanco delle condizioni lavorative in cui era costretto ad operare, e dei più giovani colleghi Tsutomu Shibayama e Osamu Kobayashi. Affiliato alla Tokyo Movie, lo studio accolse successivamente anche altri animatori provenienti dalla Toei, tra i quali Yasuo Ōtsuka, Isao Takahata e Hayao Miyazaki, e formò giovani talenti come Yoshifumi Kondō. Dalla fondazione al 1976 lo studio lavorò esclusivamente in appalto per la Tokyo Movie, collaborando a serie quali Obake no Q-tarō, Tensai Bakabon e Rupan Sansei (Le avventure di Lupin III). Sempre per la TMS, la A Production, sotto la guida di Hayao Miyazaki, iniziò i lavori per una serie animata su Pippi Calzelunghe ma il prodotto non vide la luce perché l'autrice Astrid Lindgren si rifiutò di concedere loro i diritti. Il 9 settembre 1976 l'azienda si rese quindi indipendente dalla casa madre e cambiò denominazione nell'attuale Shin-Ei Animation, legando la sua sorte alla produzione di uno dei franchise più celebri e longevi in assoluto, Doraemon (a partire dal 1979). Specializzata in serie fiume per bambini (kodomo) e più o meno per adulti (shōnen e seinen), la Shin-Ei ha prodotto anche opere come Ninja Hattori-kun (Nino, il mio amico ninja) (1981-1987), Fuku-chan e il remake di Kaibutsu-kun (Carletto il principe dei mostri) (1980-1982).

## Opere

### Serie TV
- Doraemon (1979 e 2005)
- Carletto il principe dei mostri
- Nino, il mio amico ninja
- Superkid eroe bambino
- Martina e il campanello misterioso
- Shin Chan
- 808 chō hyōri - Kewaishi
- Obake no Q-tarō
- Kiteretsu daihyakka
- Parasol Henbee
- Chimpui
- Sakurai-kun
- Pro Golfer Saru
- Warau Salesman
- Mojacko
- Jungle Kurobe
- Kuromajo-san ga toru!!
- 21 emon
- Ultra B
- Biri Inu
- Ume-boshi Denka
- Manga-michi
- Mataro ga Kuru!!
- Shadow Shōkai Henkiro
- Shōnen Jidai
- Denkigai no hon'ya-san
- Trickster
- Non mi stuzzicare, Takagi!
- The Dangers in My Heart
- The World Ends with You: The Animation

### In produzione
- Le avventure solitarie di Hiroshi e Sis

### Film
- Film di Shin Chan
- Doraemon nel paese preistorico (1980)
- Doraemon esplora lo spazio (1981)
- Carletto, il principe dei mostri - La spada del demone (1982)
- Carletto, il principe dei mostri - Il tradimento di Hiroshi (1982)
- Doraemon nel paese delle meraviglie (1982)
- Doraemon: Nobita no kaitei kigan-jō (1983)
- Doraemon: Nobita no makai daibōken (1984)
- Doraemon: Nobita no little Star Wars (1985)
- Doraemon: Nobita to tetsujin heidan (1986)
- Doraemon: Nobita to ryū no kishi (1987)
- Doraemon: Nobita no parallel Saiyūki (1988)
- Doraemon: Nobita no Nippon tanjō (1989)
- Doraemon: Nobita to animal planet (1990)
- Doraemon - The Movie: Le 1000 e una notte (1991)
- Doraemon - The Movie: Il Regno delle Nuvole (1992)
- Doraemon: Nobita to buriki no labyrinth (1993)
- Doraemon: Nobita to mugen san-kenshi (1994)
- Doraemon: Nobita no sōsei nikki (1995)
- Doraemon: Nobita to ginga express (1996)
- Doraemon: Nobita no neji maki shitī bōken-ki (1997)
- Doraemon: Nobita no nankai daibōken (1998)
- Doraemon: Nobita no uchū hyōryūki (1999)
- Doraemon: Nobita no taiyō ō densetsu (2000)
- Doraemon: Nobita to tsubasa no yūsha-tachi (2001)
- Doraemon: Nobita to Robot Kingdom (2002)
- Doraemon: Nobita to fushigi kaze tsukai (2003)
- Doraemon: Nobita no wan-nyan jikūden (2004)
- Doraemon - The Movie: Il dinosauro di Nobita (2006)
- Eiga Doraemon: Nobita no shin makai daibōken ~7-nin no mahō tsukai~ (2007)
- Eiga Doraemon: Nobita to midori no kyojinden ( 2008)
- Eiga Doraemon: Shin Nobita no uchū kaitaku-shi (2009)
- Eiga Doraemon: Nobita no ningyo taikaisen (2010)
- Eiga Doraemon: Shin Nobita to tetsujin heidan ~Habatake tenshi-tachi~ (2011)
- Eiga Doraemon: Nobita to kiseki no shima ~Animal Adventure~ (2012)
- Eiga Doraemon: Nobita no himitsu dōgu museum (2013)
- Doraemon - Il film (2014)
- Doraemon - Il film: Le avventure di Nobita e dei cinque esploratori (2014)
- Doraemon - Il film: Nobita e gli eroi dello spazio (2015)
- Doraemon - Il film: Nobita e la nascita del Giappone (2016)
- Doraemon - Il film: Nobita e la grande avventura in Antartide "Kachi Kochi" (2017)
- Doraemon - Il film: Nobita e l'isola del tesoro (2018)
- Doraemon - Il film: Nobita e le cronache dell'esplorazione della Luna (2019)
- Doraemon - Il film: Nobita e il nuovo dinosauro (2020)
- Doraemon - Il film 2 (2020)
- Doraemon - Il film: Nobita e le piccole guerre stellari 2021 (2022)
- Gekijōban Karakai Jōzu no Takagi-san ( 2022)
- Doraemon - Il film: Nobita e l'Utopia celeste (2023)
- Doraemon - Il film: Nobita e la sinfonia della Terra (2024)
- Doraemon - Il film: Nobita e il racconto del mondo della pittura (2025)